# 石井竜生
石井 竜生（本名: 石井龍雄（）、1940年9月22日 - ）は、日本の作家、編集者。妻は作家の井原まなみ。

## 経歴・人物
神奈川県横須賀市出身。早稲田大学法学部法律学科卒業、早稲田大学大学院法学研究科修士課程修了。
1967年9月、戸麻竜悟のペンネームでNHKテレビドラマ脚本に「うだでなや」で入選。同作品が日本放送作家協会新人賞受賞。菊島隆三の内弟子となり、3年間、脚本を執筆。妻との合作で推理小説を書き、1976年「アルハンブラの想い出」で第15回オール讀物推理小説新人賞を受賞。同じく夫婦合作の1985年『見返り美人を消せ』で第5回横溝正史賞を受賞。

## 主な著作

### 単著
- 『東京は焼失する－初期消火を忘れた「第二次関東大震災」対策』（1996年、あゆみ出版）
- 『先生の集団逃亡が始まった』（2007年、清流出版）

### 井原まなみとの共著
- 『見返り美人を消せ』（1985年、角川書店）
- 『警察署長』シリーズ（1997年、光文社）
- 『壁のない密室』（2004年、文藝春秋）